# Ingeborg Hischer

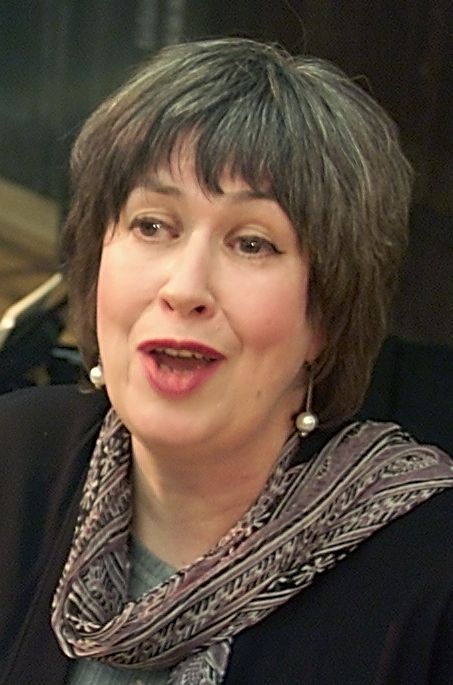
Ingeborg Hischer bei der Probe zu einem Liederabend im Jahr 2000. Foto: Peter Sierigk

Ingeborg Hischer (* 18. September 1942 in Halle an der Saale) ist eine deutsche Konzertsängerin (Mezzosopran) und Gesanglehrerin.

## Leben
Nach dem Gesangsstudium zunächst bei Waltraud Prange in Braunschweig und danach bei Tonio Larisch in Hannover arbeitete Ingeborg Hischer seit Anfang der 1980er Jahre aktiv auf internationalen Meisterkursen mit renommierten Interpreten zusammen: Ionel Pantea (Cours Internationaux de Perfectionnement Musical in Luxemburg, 1981), Gérard Souzay (Cours Internationaux de Perfectionnement Musical in Luxemburg, 1981; ferner danach in Paris), Elisabeth Schwarzkopf (Internationale Musikakademie für Solisten in Wolfenbüttel, 1981), Ernst Haefliger (Zürich, 1982), Erika Köth (Vaduz, 1982), und Josef Metternich (Händel-Festspiele Karlsruhe, 1989).
Zu Beginn ihrer Konzerttätigkeit übernahm sie deutschlandweit die Sopranpartien in den großen Oratorien und Messen des Barock, der Klassik, der Romantik und der Moderne, und sie wurde für viele Liederabende engagiert. Mit ihrer ersten im Jahr 1982 eingespielten Langspielplatte wurde sie mit der „Missa «in simplicitate»“ von Jean Langlais durch den Mezzocharakter ihrer Stimme bekannt, woraufhin sie mit Mezzosopran- und Altpartien bei Konzerten, konzertanten Opernaufführungen, Liederabenden und Oratorien international auftrat. Darüber hinaus ist sie eine gefragte Gesanglehrerin.
In der Öffentlichkeit bekannt wurde Ingeborg Hischer durch ihre große Anzahl von CD-Aufnahmen, deren Merkmale vor allem einige noch nie zuvor aufgenommene Werke oder Interpretationen sind. Internationalen Bekanntheitsgrad brachten ihr hauptsächlich die beiden Anthologien „Ave Maria im Spiegel der Zeiten“.

## Diskographie (Auswahl)
- 1982: Ingeborg Hischer singt geistliche Werke von Campra, de Majo und Langlais; mit Helmut Kruse, Orgel. LP bei MD+G. DNB
- 1997: Ingeborg Hischer singt Lieder von Schubert, Brahms, Wagner, Strauss; mit Christian Hammer, Klavier. CD bei SICUS Klassik. DNB
- 1998: Ave Maria im Spiegel der Zeiten, Vol. 1; mit Hans-Dieter Karras, Orgel. CD bei SICUS Klassik. DNB
- 1999: Ave Maria im Spiegel der Zeiten, Vol. 2; mit Hans-Dieter Karras, Orgel. CD bei SICUS Klassik. DNB
- 2006: Missa – Messen des 20. Jahrhunderts; mit Joachim Dorfmüller, Orgel. CD bei SICUS Klassik. DNB
- 2006: NISI DOMINUS – Arien und Kantaten des Barock. CD bei SICUS Klassik. DNB
- 2009: Ingeborg Hischer singt im Braunschweiger Dom; mit Helmut Kruse, Orgel. CD bei SICUS Klassik. DNB
- 2010: Pergolesi: Stabat Mater. CD bei SICUS Klassik. DNB
- 2014: Schubert: Winterreise; mit Burkhard Bauche, Klavier. CD bei SICUS Klassik. DNB
- 2016: Brahms: Frühlingsabenddämmerung; mit Burkhard Bauche, Klavier. CD bei SICUS Klassik. DNB
- 2019: Lieder der Romantik; mit Christian Hammer, Klavier. CD bei SICUS Klassik. DNB
- 2019: Brahms: Lieder; mit Burkhard Bauche, Klavier. CD bei SICUS Klassik. DNB
- 2023: Ingeborg Hischer: Tondokumente 1975–2016. Doppel-CD bei SICUS Klassik.